# Mathieu Peybernes
Mathieu Peybernes (* 21. října 1990 Toulouse) je francouzský fotbalový obránce, který působí v korsickém klubu SC Bastia. Hraje na postu stopera, tedy středního obránce.
S profesionálním fotbalem začínal v klubu FC Sochaux-Montbéliard.